# Bergbauprojekt Pascua-Lama
Koordinaten: 29° 19′ 10″ S, 70° 1′ 9″ W

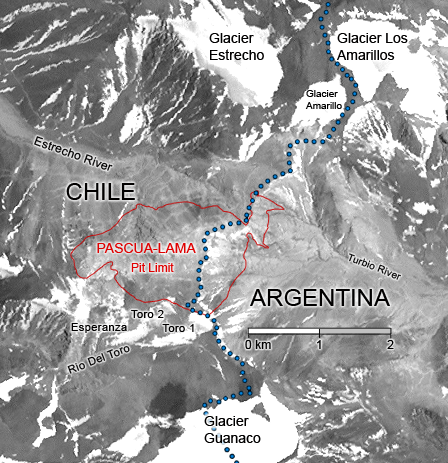
Lage des Vorkommens

Das Bergbauprojekt Pascua-Lama war ein Bergbauprojekt der kanadischen Firma Barrick Gold in Südamerika, die dazu die Tochterfirma Empresa Nevada gründete.

## Geographie

### Lage
Die Lagerstätte liegt auf über 4000 m Höhe über dem Meeresspiegel in den Anden, zu 80 % in Chile und 20 % in Argentinien in der Nähe der Orte Lama und Pascua im Valle de Huasco in der Región de Atacama 660 Kilometer nördlich von Santiago de Chile. Die nächste größere Stadt ist das 150 Kilometern entfernte Vallenar mit 44.000 Einwohnern.

### Geologie
Unter verschiedenen Gletschern wurden durch Satellitenerkundung etwa 499 Tonnen (17,6 Mio. Unzen) Gold, 18.000 t (635 Millionen Unzen) Silber und 5.000 Tonnen Kupfer nachgewiesen.

## Geschichte

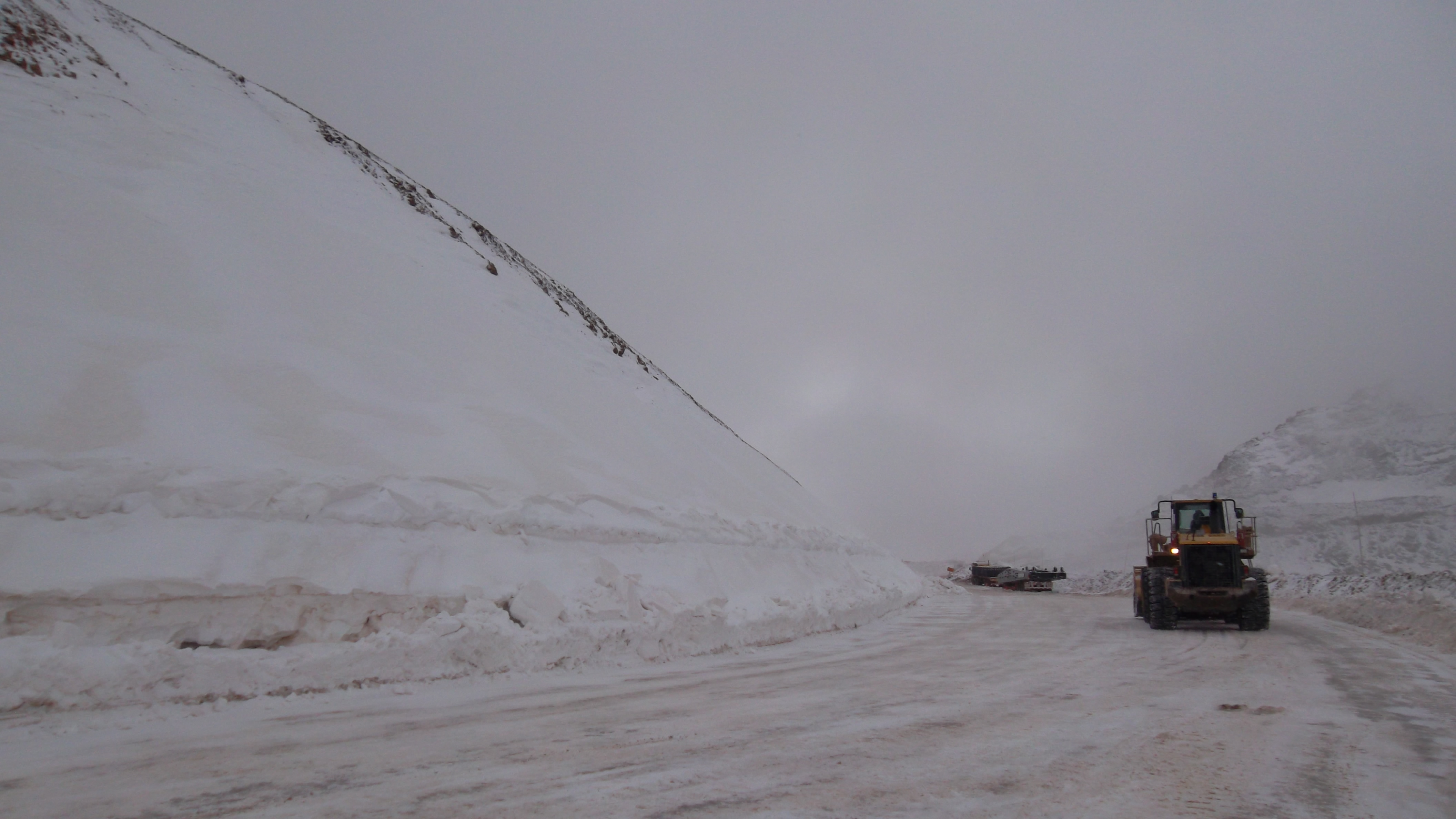
Straßenbau

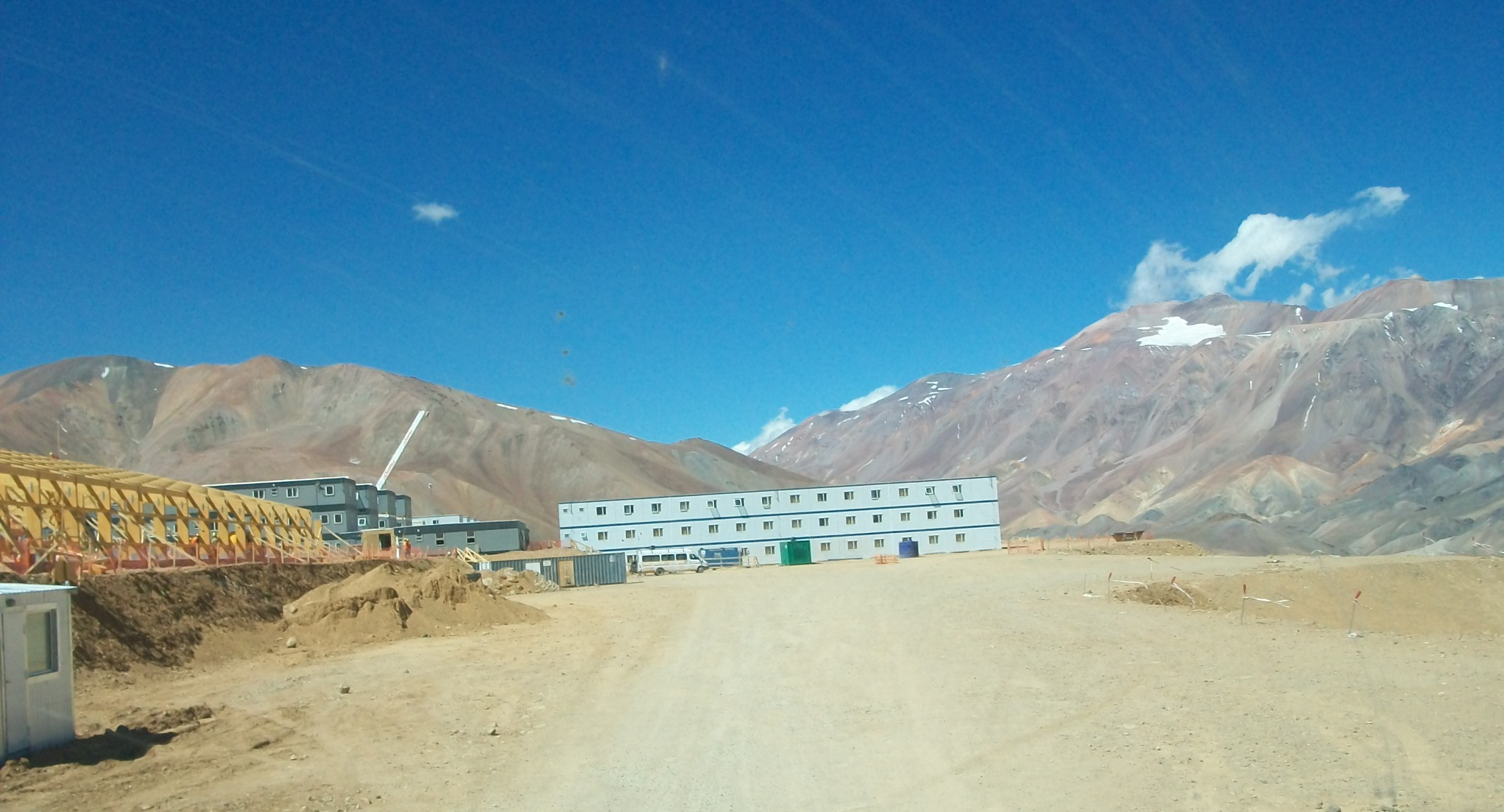
Containerdorf

Barrick kalkulierte mit Investitionen von 1,6 Mrd. Dollar (Angabe 2005) bis zu rund 7 Mrd. Euro (Angabe 2020), um die Lagerstätte zu erschließen. Im Jahre 2009 begannen die Arbeiten zur Errichtung der Infrastruktur. Die Planungen sahen vor, Teile der Gletscher Toro I, Toro II und Esperanza abzutragen und an einem anderen Ort wieder zu errichten. Der Abbau sollte im Tagebau erfolgen.
Umweltverbände befürchteten gravierende Auswirkungen durch Arsen auf das Huascotal, in dem 70.000 Kleinbauern Bewässerungswirtschaft betreiben. Außerdem reklamierten zahlreiche Bewohner, vor allem Angehörige der Huascoaltinos, Nachkommen der Diaguita, das Land für sich.

## Umweltverträglichkeitsprüfung
Die chilenische Umweltkommission Comisión Nacional del Medio Ambiente (CONAMA) hatte die Umsiedlung der Gletscher im Rahmen der Umweltverträglichkeitsprüfung zur Bedingung für eine Genehmigung gemacht.
Das Projekt wurde 2013 ausgesetzt. Barrick legte dagegen Einspruch ein. Im September 2020 entschied das Gericht für Umweltfragen, dass der Abbau nicht genehmigt wird und verhängte wegen der bereits begonnenen Erschließungsarbeiten eine Strafe von 7,6 Millionen Euro gegen das Bergbauunternehmen.